# Acheron River (Goulburn River)
Der Acheron River ist ein Fluss in der Mitte des australischen Bundesstaates Victoria. 
Er entspringt unterhalb von The Knobs und der Acheron Gap zwischen dem westlichen und dem mittleren Teil des Yarra-Ranges-Nationalparks und fließt nach Norden. Nördlich von Acheron mündet er in den Goulburn River.